# Élections législatives ouzbèkes de 2014-2015
Les élections législatives ouzbèkes de 2014-2015 ont lieu les 21 décembre 2014 et 4 janvier 2015 afin de renouveler la Chambre législative de l'Ouzbékistan (Oliy Majlis).

## Système électoral
La chambre législative est la chambre basse du parlement bicaméral de l'Ouzbékistan. Elle est composée de 150 sièges dont 135 pourvus pour cinq ans au Scrutin uninominal majoritaire à deux tours dans autant de circonscription électorale. Pour être élu au premier tour, un candidat doit réunir la majorité absolue des suffrages exprimés, à condition cependant que la participation dans la circonscription franchisse le quorum de 33 % des inscrits. À défaut, un second tour est organisé entre les deux candidats arrivés en tête, et celui recueillant le plus de voix est déclaré élu.
Les 15 sièges restants sont de droit réservés au Parti écologiste d'Ouzbékistan, qui les choisit en son sein.

## Résultats
| Partis                    | Partis                                                    | Premier tour                   | Premier tour                   | Premier tour                   | Second tour                    | Second tour                    | Second tour                    | Total | +/-           |  |
| Partis                    | Partis                                                    | Voix                           | %                              | Sièges                         | Voix                           | %                              | Sièges                         | Total | +/-           |  |
| ------------------------- | --------------------------------------------------------- | ------------------------------ | ------------------------------ | ------------------------------ | ------------------------------ | ------------------------------ | ------------------------------ | ----- | ------------- |  |
|                           | Parti libéral-démocrate d'Ouzbékistan                     |                                |                                | 47                             |                                |                                | 5                              | 52    | 1             |  |
|                           | Parti démocrate de la renaissance nationale d'Ouzbékistan |                                |                                | 28                             |                                |                                | 8                              | 36    | 5             |  |
|                           | Parti démocratique populaire d'Ouzbékistan                |                                |                                | 21                             |                                |                                | 6                              | 27    | 5             |  |
|                           | Parti social-démocrate de la justice                      |                                |                                | 17                             |                                |                                | 3                              | 20    | 1             |  |
|                           | Parti écologiste d'Ouzbékistan                            | Parti écologiste d'Ouzbékistan | Parti écologiste d'Ouzbékistan | Parti écologiste d'Ouzbékistan | Parti écologiste d'Ouzbékistan | Parti écologiste d'Ouzbékistan | Parti écologiste d'Ouzbékistan | 15    | en stagnation |  |
|                           |                                                           |                                |                                |                                |                                |                                |                                |       |               |  |
| Suffrages exprimés        |                                                           |                                |                                |                                |                                |                                |                                |       |               |  |
| Votes blancs et invalides |                                                           |                                |                                |                                |                                |                                |                                |       |               |  |
| Total                     | Total                                                     | 18 490 245                     | 100                            | 113                            | 2 642 063                      | 100                            | 22                             | 150   | en stagnation |  |
| Abstentions               | Abstentions                                               | 2 299 327                      | 11,06                          |                                | 792 282                        | 13,07                          |                                |       |               |  |
| Inscrits / participation  | Inscrits / participation                                  | 20 789 572                     | 88,94                          | 3 434 345                      | 76,93                          |                                |                                |       |               |  |